# Jonas Biržiškis

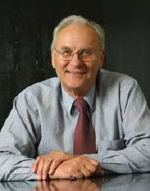
Jonas Biržiškis

Jonas Biržiškis (* 12. April 1932 in Bagdonai, Wolost Kaltinėnai, jetzt Rajongemeinde Šilalė) ist ein litauischer Bauingenieur und Politiker.

## Leben
Jonas Biržiškis lernte am Gymnasium Šilalė. 1949 wurde seine Familie nach Bodaib (Oblast Irkutsk) deportiert. 1958 absolvierte er das Studium am Institut für Bergbau und Metallurgie in Irkutsk und 1978 promovierte.
Von 1958 bis 1990 arbeitete Biržiškis als Bauingenieur, von 1964 bis 1965 lehrte an der Vilniaus universitetas, von 1988 bis 1994 am Bauingenieurwesen-Institut in Vilnius, von 1989 bis 1990 am Politechnikos institutas in Kaunas, ab 1993 Dozent. Von 1990 bis 1996 war er Verkehrsminister Litauens im Kabinett  Vagnorius I, Lubys, Šleževičius und Kabinett Stankevičius, von 2000 bis 2006 Generaldirektor von „Lietuvos geležinkeliai“.
Von 1997 bis 2000 leitete Biržiškis als Präsident den Verband „Lietuvos keliai“.

## Bibliografie
- Akmens gavyba ir apdorojimas, su kt., 1980, Russisch
- Kelių statyba pelkėtose vietose naudojant sprogimo energiją, su kt., 1986, Russisch